# Erechtheion

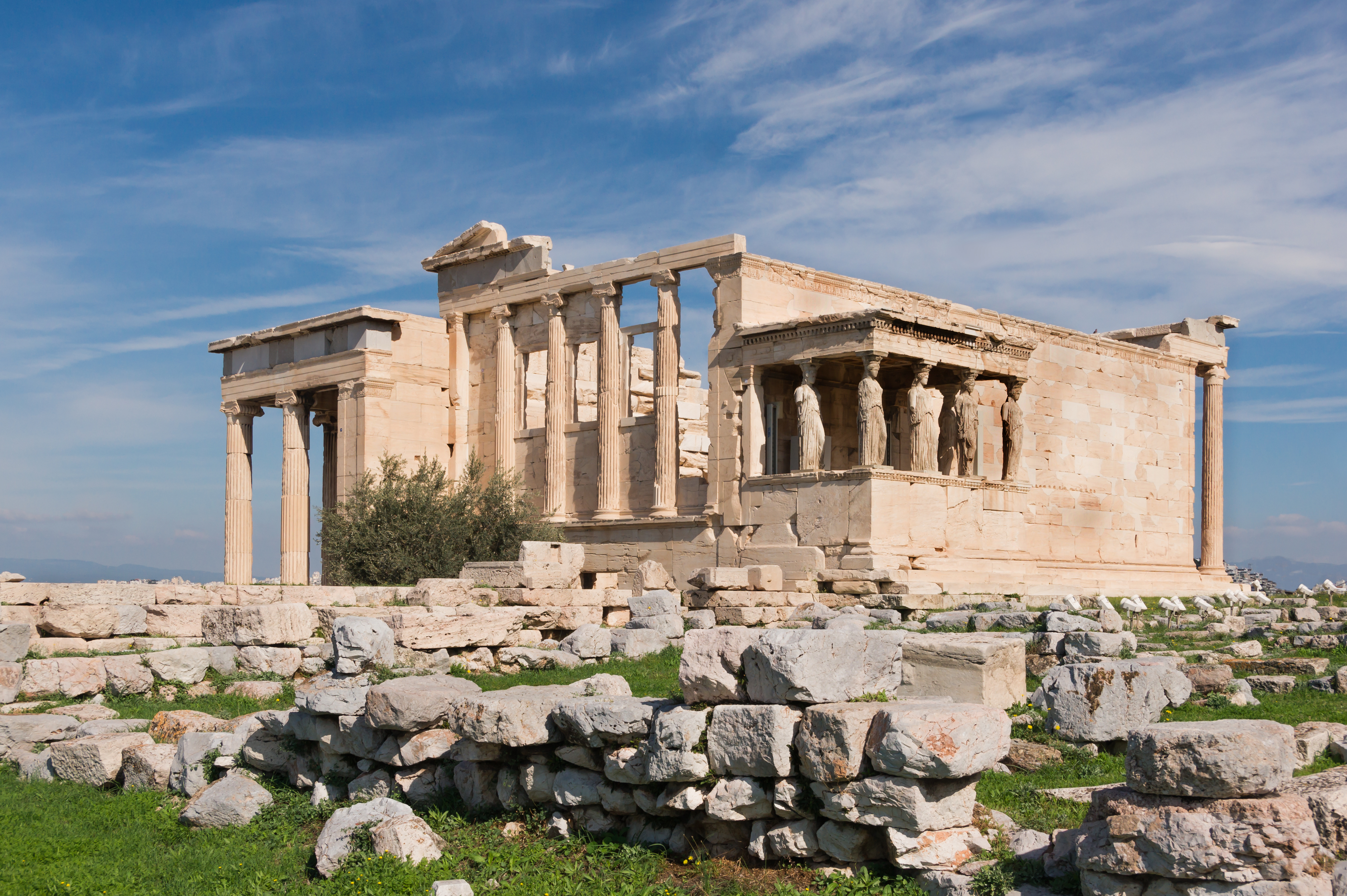
Erechtheion

Erechtheion är ett tempel i jonisk stil som ligger på norra sidan av Akropolis i Athen. Templet har fått sitt namn efter den mytologiske kungen av Athen, Erechtheus.
Arkitekten Mnesikles, som ritade Propyléerna, tros ha legat bakom uppförandet av Erechtheion, men det saknas arkeologiska belägg för detta. Uppförandet av templet påbörjades omkring 421 f.Kr. och avslutades år 406 f.Kr. Byggnationen kan ha drabbats av förseningar på grund av den misslyckade sicilianska militärexpeditionen år 413 f.Kr. Invasionen påverkade kraftigt Athens resurser och styrka, arbetet återupptogs sedan år 409 f.Kr. 
I kulten av Athens skyddsgudinna, Athena Polias, fyller Erechtheion en viktig funktion som boning till Athenas kultstaty. Byggnaden ligger mycket nära altaret. Även kulten för Poseidon-Erechteus var verksam i templet. 

## Historia
I den grekiska mytologin beskrivs en berömd tävling mellan gudarna Athena och Poseidon om vem som skulle bli Athens skyddsgud. Båda gudarna erbjöd staden en gåva, och det var medborgarna själva som fick rösta om vilken gåva som var mest värdefull. Poseidon gav en källa med saltvatten, medan Athena skapade ett olivträd som gav näring och välstånd. Athena vann folkets röst och presenterades som Athens skyddsgud. Detta ska ha ägt rum på den plats Erechtheion idag står. När Erechtheion skulle byggas stod det redan ett antal helgedomar på platsen, bland annat Athenas olivträd, något som då skulle representera kampen mellan Athena och Poseidon.
Templet är uppkallat efter Kung Erechtheus, som sägs ha uppfostrats av Athena för att vinna ett krig mot grannstaten Eleusis. Enligt Euripides pjäs Erechtheus ska kungen fått rådet från guden Apollon att offra sin yngsta dotter för att kunna vinna kriget. Kort efter dotterns död ska även hennes systrar ha avlidit på grund av en dödspakt. En kvinnas uppoffrande för staden liknades i samtiden till mannens uppoffring när han dog i krig.
Det gamla Athenatemplet, som stod på Akropolis mitt, huserade den heliga kultstatyn av Athena Polias när perserna invaderade och förstörde Akropolis 480 f. Kr. Efter förstörelsen lämnades Akropolis i ruiner under cirka 30 år. Den så kallade eden vid Plataiai gick ut på att grekerna inte skulle återuppbygga templen innan det rådde fred med perserna. Denna ed är dock omdiskuterad, och att Akropolis lämnades i ruiner kan också ha berott på andra omständigheter. Efter Kalliasfreden år 449 f.Kr. inledde Perikles ombyggnaden av de tempel som tidigare funnits på Akropolis. Han lade grunden för många av dessa projekt, men var inte involverad i byggandet av Erechtheion mellan 421 och 406 f.Kr., då han dog i pesten år 429 f.Kr. Emellertid avbröts projektet av att fientligheterna återupptogs mellan Athen och Sparta, de andra peloponnesiska krigen, och templet färdigställdes inte slutligen förrän 406 f.Kr. under överinseende av arkitekten Mnesikles. Det gamla templet fick stå kvar under en tid, men det råder delade meningar om hur länge och huruvida Erechtheion tog över de religiösa funktionerna direkt eller om ruinerna från det gamla templet fyllde någon funktion.
Efter färdigställandet av Erechtheion skadades templet i en brand, daterat till 377/376 f.Kr. Senare kom även Erechtheion att skadas kraftigt vid belägringen av Akropolis av den romerska fältherren Sulla under det första Mithridatiska kriget mellan åren 87 och 86 f.Kr. Templet kom dock att repareras efter detta.
Den grekiske resenären och geografen Pausanias besökte under mitten av 100-talet e.Kr. helgedomen. Hans beskrivningar av templet och dess insida utgör huvuddelen av den kunskap vi har angående templets antika utformning och innehåll. Templet stängdes under de romerska förföljelserna av hedningar i romarriket, liksom resterande hedniska tempel under samma tid.
Efter att Athen blivit kristet användes Erechtheion som en kyrka under romartiden. Många gamla tempel omvandlades till kristna gudstjänstlokaler, och Erechtheion var inget undantag.
Enligt en äldre uppfattning användes byggnaden som ett turkiskt harem under osmanskt styre. Ny forskning ifrågasätter dock denna tolkning, då uppgiften inte återfinns i turkiska originalkällor. Under det grekiska frihetskriget skadades Erechtheion återigen. Åren 1885–1890 skedde systematiska utgrävningar av Akropolis, under vilka arkeologen Wilhelm Dörpfeld dokumenterade arbetet och skrev analyser angående arkitekturen. Efter detta har ett flertal restaureringar och utgrävningar ägt rum.

## Arkitektur
Erechtheion på Akropolis är ett av de mest fascinerande exemplen på grekisk tempelarkitektur. Den bestod av en klassisk jonisk portik i öst, en stor jonisk portik i norr och en mindre utbyggnad i söder. Portiken som traditionellt låg på templets baksida flyttades till den norra sidan för att undvika att den kolliderade med en närliggande helgedom, och för att balansera ut detta byggdes även den södra portiken. Templets utformning gör det således till ett av de mest unika i hela den grekiska arkitekturhistorien. Denna asymmetrin kommer som en konsekvens av både den ojämna terrängen i Akropolis och templets behov att rymma olika religiösa funktioner.
Den södra tempelutbyggnaden placerad i det sydvästra hörnet av Erechtheion är en veranda försedd med sex karyatider, det vill säga kolonner i form av kvinnostatyer som håller upp det platta taket, som kan dateras till 420-415 f.Kr. Trots sin synbara likhet är karyatiderna unika i sitt utseende, till exempel vad avser frisyr, men de alla står i den typiskt klassiska positionen kontrapost. Deras klängande doriska kläder (peplos och himation) och flätade hår är noga skulpterat med intrikata och fina detaljer. Skulpturernas raka ben skapar även veck i kläderna som efterliknar kanneleringen på en vanlig jonisk kolonn. Ursprungligen höjde figurerna lätt sin mantel med ena handen och höll grunda kärl (phialai) med den andra. Karyatiderna vid Erechtheion är unika kolonner i form av kvinnostatyer som fungerar både som bärande element och som dekorativa inslag i byggnadens arkitektur. Forskare är oense om vad karyatiderna symboliserar med teorier kring att de är unga kvinnor som dyrkar Athena, alternativt ska karyatiderna ha tjänat som sörjerskor åt Kekrops grav (en tidig kung av Athen) som troddes ha varit begravd under den sydvästra delen av templet. En av dessa karyatider forslades till Storbritannien av den brittiske ambassadören Lord Elgin under 1800-talets början och befinner sig idag på British Museum i London, medan övriga fem befinner sig på Akropolismuseet i Athen. De karyatider man idag kan se i utbyggnaden är kopior gjorda i modern tid.
Templet delades invändigt av en vägg som skilde den östra och den västra delen åt, vilket gjorde det möjligt att använda byggnaden för många syften. Utöver denna konstruktion vet vi mycket lite om Erechtheions övriga interna planlösning. Templet har genomgått stora ombyggnadsfaser genom århundradena som gör den ursprungliga interiören till ett föremål för spekulation. Redan under klassisk tid härjades det av en brand, men renoverades sedan. När Erechtheion omvandlades till en kristen basilika på 700-talet togs inre väggar bort och nya byggdes. Även under den osmanska perioden genomfördes arkitektoniska förändringar.
Positionen av den centrala cellan för Athenas helgedom är fortfarande ett ämne för diskussion bland forskare. En orsak kan vara att den ursprungliga interiören inte är känd. Som argument för en placering av kultstatyn i väst använder forskare bland annat antika källor, till exempel den grekiske resenären Pausanias.
Ett annat argument grundas i att grekiska tempel oftast orienterades österut, vilket skulle tala för att Athenas kultstaty var placerad i det östra rummet, riktad mot Athenas altare. Det finns dock många exempel på klassiska grekiska tempel som inte var riktade österut, ett faktum som stärker teorin om att den viktiga kultstatyn var belagt i Erechtheions västra del.
Många akademiker har skilda åsikter om Erechtheions tomma sydliga vägg. Den tomma väggen bryter mot många grekiska arkitektoniska konventioner. Ett flertal förklaringar för detta går däremot att hitta. Bland annat anser Gloria Ferrari att det gamla arkaiska Athena Polias templet stod kvar där som ett krigsmonument, vilket hade dolt den tomma väggen.
Templet beskrivs ofta ligga på en sluttning, men grunden består snarare av två olika marknivåer som skiljer sig med ca 3,2 m. Detta beror troligen på mykensk terrassering för det tidiga mykenska templet. Den komplicerade topografin påverkade templets arkitektur, och ledde till den norra portikens monumentala storlek, samt att det saknades inre kopplingar mellan den östra och västra delen av templet.
Erechtheion byggdes av marmor som kom från det närliggande berget Pentelikon, och hyllades för sitt rent vita utseende och fina korn. Den innehåller även spår av järn som med tiden har oxiderat, vilket ger marmorn en mjuk honungsfärg. Man använde friser av svart kalksten från Eleusis som pryddes av reliefer i vit marmor för kontrastverkan. Denna fris hade en längd på 60 meter och dateras till 409-406 f.Kr, och löpte längs templets övre väggar och verandor. Även om fragment av mer än 100 figurer har överlevt har man inte kunnat identifiera exakt vad det ska avbilda. Några förslag på vad Erechtheions fris ska avbilda är scener relaterade till de myter och kulter relaterade till templet, såsom Erechtheus eller Ion. Templet hade utsmyckade dörröppningar och fönster. Dess kolonner var målade, förgyllda och markerade med förgylld brons och flerfärgade inlagda glaspärlor.
Väster om Erechtheion och i anslutning till templet låg en muromgärdad gårdsplan, som innehöll ett altare till Zeus Herkeios och Athenas heliga olivträd. I anslutning till gårdsplanen fanns även ytterligare en helgedom, Pandroseion, dedikerad till Pandrosus, en av den mytiske kung Kekrops döttrar. Möjligtvis fanns kung Kekrops grav inom denna helgedom. Gårdsplatsen var ansluten till Erechtheion via en ingång till den norra utbyggnaden.
Templets något säregna utformning har flera orsaker förutom de tidigare nämnda markförhållandena. En orsak till att man valde just att placera den nya konstruktionen på en så annars topografiskt olämplig plats kan ha varit för att man ville inkorporera flera redan befintliga monument under samma tak. En annan orsak var att undvika att behöva bygga ovanpå det gamla Athenatemplet (Archaios Neos) då delar av templet, eventuellt endast fundamentet, stod kvar efter 480 f.Kr. Det gamla templets ruiner skulle finnas kvar som ett minnesmärke av den persiska invasionen.
En del forskare menar att man väljer att placera Erechtheion norr om det gamla Athenatemplet för att skapa ett större utrymme i Akropolis mitt. Detta skulle ge plats åt en stor folkmassa framför det gamla Athena Polias altare där offerriten ‘Hekatomb’ tog plats. Då skulle folkmassan även placeras väster om altaret, vilket var enligt den religiösa traditionen. Detta, i kombination med att bygget avbröts av det Peloponnesiska kriget, bidrog till templets ovanliga form. Erechtheions norra utbyggnad var särskilt monumental och kunde ses ända ner till agora. Norra utbyggnaden utgjorde ett blickfång och ett mål för den panatheneiska processionen. Det finns arkitektoniska likheter mellan den norra verandan på Erechtheion och Dipylonporten och "Den heliga porten" vid Pompeion, vilket tyder på ett samband mellan dessa platser. Denna koppling lär även ha framträtt under den panatheneiska processionen, eftersom man från dessa två portar bör ha kunnat se den norra verandan uppe på Akropolis och därmed ha den som mål. Tillsammans markerar Dipylonporten och "Den heliga porten" och Erechtheion start- respektive slutpunkt för den panatheneiska vägen.

## Funktion
Templet, som uppfördes för att hysa helgedomar för flera viktiga gudar, bland annat Athena Polias, Poseidon och Erechtheus, fungerade som ett tempel för flera gudar. Det rymde flera helgedomar för olika gudar och mytologiska figurer, snarare än en enskild gud, vilket var normen. 
En av de mer osäkra aspekterna av templets funktion är Poseidons kult. Enligt myten tros Poseidon ha haft en saltvattenskälla som var en del av hans kultplats, men arkeologiska bevis för en sådan källa på tempelområdet är inte entydiga. Det är därför mer korrekt att säga att det är traditionen och mytologi som förknippar Poseidon med templet, snarare än en fysisk koppling.
Det gamla templet, som förstördes av perserna 480 f.Kr., anses ha blivit ersatt av Erechtheion. Den västra delen av det gamla templet, Opisthodomos, har möjligen använts som en plats för tillbedjan för Athena Polias eller som en skattkammare innan Erechtheion slutfördes. Erechtheion har varit centralt för den panatheneiska festivalen, ett flerdagars firande som hölls i stadsgudinnan Athenas ära. Ett mindre firande ägde rum årligen med tävlingar och rituella offringar, men vart fjärde år var processionen större och Athenas kultstaty kläddes i en specialgjord peplos. Tävlingarna inkluderade allt från musik och poesi till sporter av olika slag, t.ex. löpning, brottning, boxning och hästkapplöpning.  Förstapriset var amforor fyllda med ca 45 liter olivolja, en väldigt dyrbar och användbar vara. Detta bidrog till stadens möjlighet att visa sin rikedom för besökare från hela den grekiska världen. Amfororna var svartfiguriga med den stridande Athena på dess ena sida och en avbildning av idrottsgrenen som det tävlats inom på dess andra sida. Som del av den panatheneiska festivalen skedde en procession från Pompeion upp till Akropolis. Här samlades människor från flera samhällsklasser för den centrala  Hekatomb-ceremonin. En så kallad offerrit, där en stor mängd djur offrades på det gamla Athena templets altare. På vägen hade man med sig en helig peplos som skulle pryda kultstatyn av Athena Polias.
Erechtheion uppfördes inte på det gamla templets grund, vilket var ovanligt, då andra   byggnader på Akropolis (Parthenon och Propyléerna) restes på samma plats som deras föregångare. Erechtheion uppfördes istället något längre norrut på en utmanande plats omringad av flera äldre strukturer, exempelvis den tidigare nämnda Pandroseion. Det finns många teorier kring detta val. Många forskare hävdar att det kan beror på att flera helgedomar skulle integreras i samma tempel som Athena Polias. Andra forskare menar att det gamla Athena templet stod kvar vid tidpunkten för uppförandet av Erechtheion. Gerding påpekar dock att behovet av utrymmet för det panatheneiska processionen kan ha motiverat flytten.
Innan Erechtheion var ytan som man utövade kulten på cirka 35 x 15 meter, vilket skulle vara en förhållandevis liten yta för en folkmassa som uppskattas omfatta minst tusen personer. I och med placeringen av Erechtheion längre norr ut på klippan hade grekerna nu en yta på 2 800 m² till sitt förfogande. Med denna nya samlingsyta kunde fler åskådarna samla sig kring det stora altaret. Detta kan möjligtvis representera en utveckling av Athens religiösa tradition och den panatheneiska processionen, som nu blev öppnare med mer publik.
I templet hystes den heliga, uråldriga kultstatyn till Athena kallad Archaios agalma. Statyn var troligen avbildad i naturlig storlek och gjord av olivträ, och skall enligt legenden ha fallit från himlen. Andra myter hävdar att den restes på order av athenarnas stamfader Erechtheus. Athena Polias-statyn var klädd i en peplos, en skrud dekorerad med scener från gudarnas krig med giganterna. Varje år kläddes statyn i en ny peplos som presenterades under den viktiga panatheneiska festivalen. I templet återfanns troligen även Athenas heliga olivträd, Poseidons saltvattenskälla, de mytiska kungarna Kekrops och Erechtheus gravar, och flera altare till olika gudar och heroer som associerades med Athena eller Erechtheus.
För att förstå det religiösa värdet som låg hos Erechtheion måste man också förstå värdet av Athena Polias-statyn i kontrast till andra statyer under samma tid. Athena Polias-statyn var onekligen Athens mest betydelsefulla. Statyn hade enligt myterna fallit ned från himmelen på Akropolis och var, för folket i Athen, stadens beskyddare. Statyn hade en central roll under de panatheneiska festivalerna, då festtåget presenterar en skrud (peplos) som skulle klä Athenas staty påföljande år. Peplosen var vävd av Arrephoroi, unga kvinnor som var utvalda till denna heliga tjänst av kultens prästinna. Varje helgedom var delegerad till en prästinna eller präst. Det som bestämde om det var en prästinna eller präst var könet på gudomen. För kvinnliga gudomligheter hade man en prästinna, för manliga gudomligheter präster.

## Modern tid
Erechtheion är ett populärt turistmål och har efter sina restaureringar fått pris från bland annat Europa Nostra. Tillsammans med Akropolismuseet vann man även Keck Award 2012 för restaureringen av Karyatidstatyerna vid Erechtheions södra utbyggnad.[21] Priset delas ut av International Institute for Conservation of Historic and Artistic Works (IIC).

## Bilder

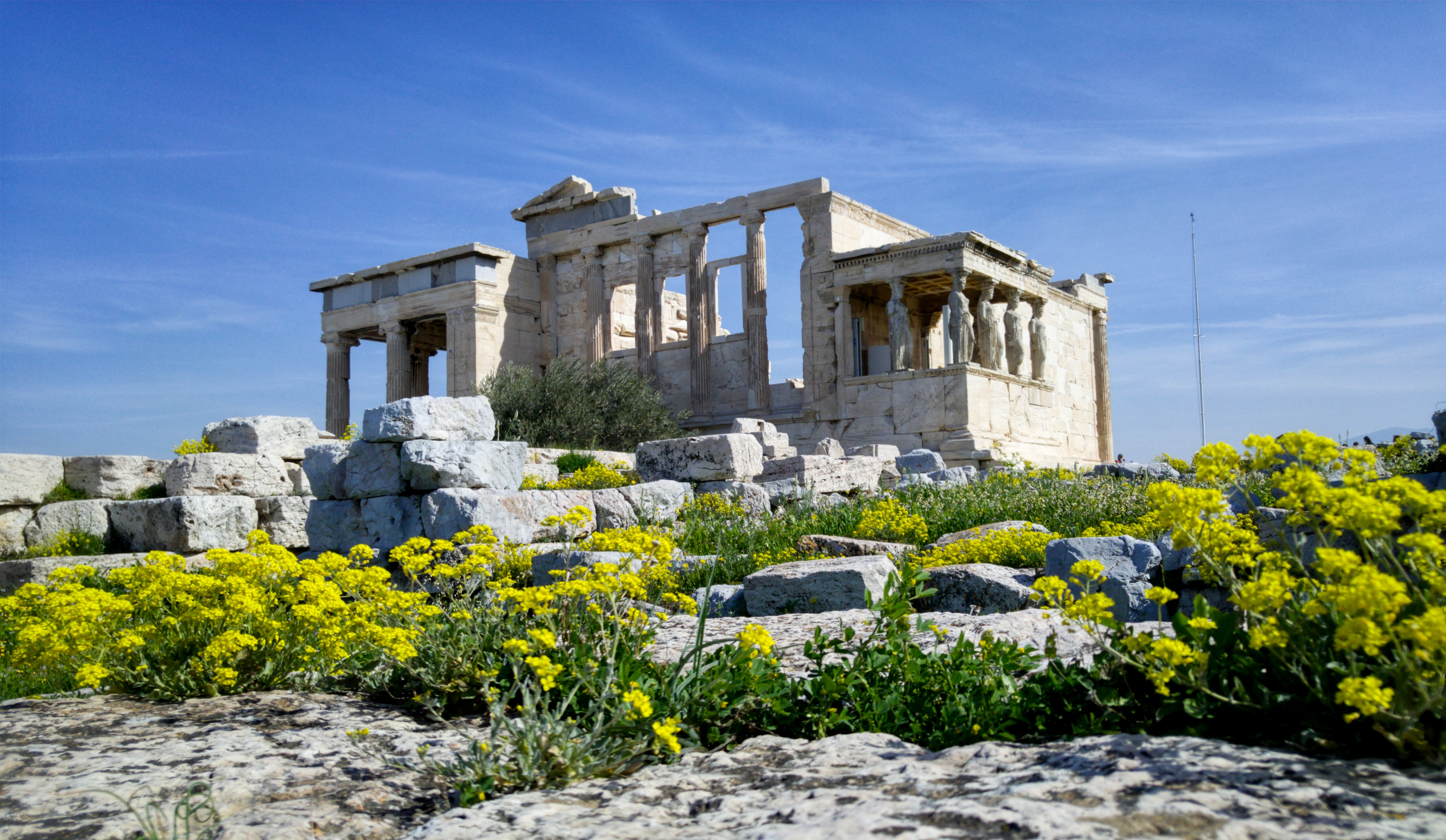
Erechtheion 2017.
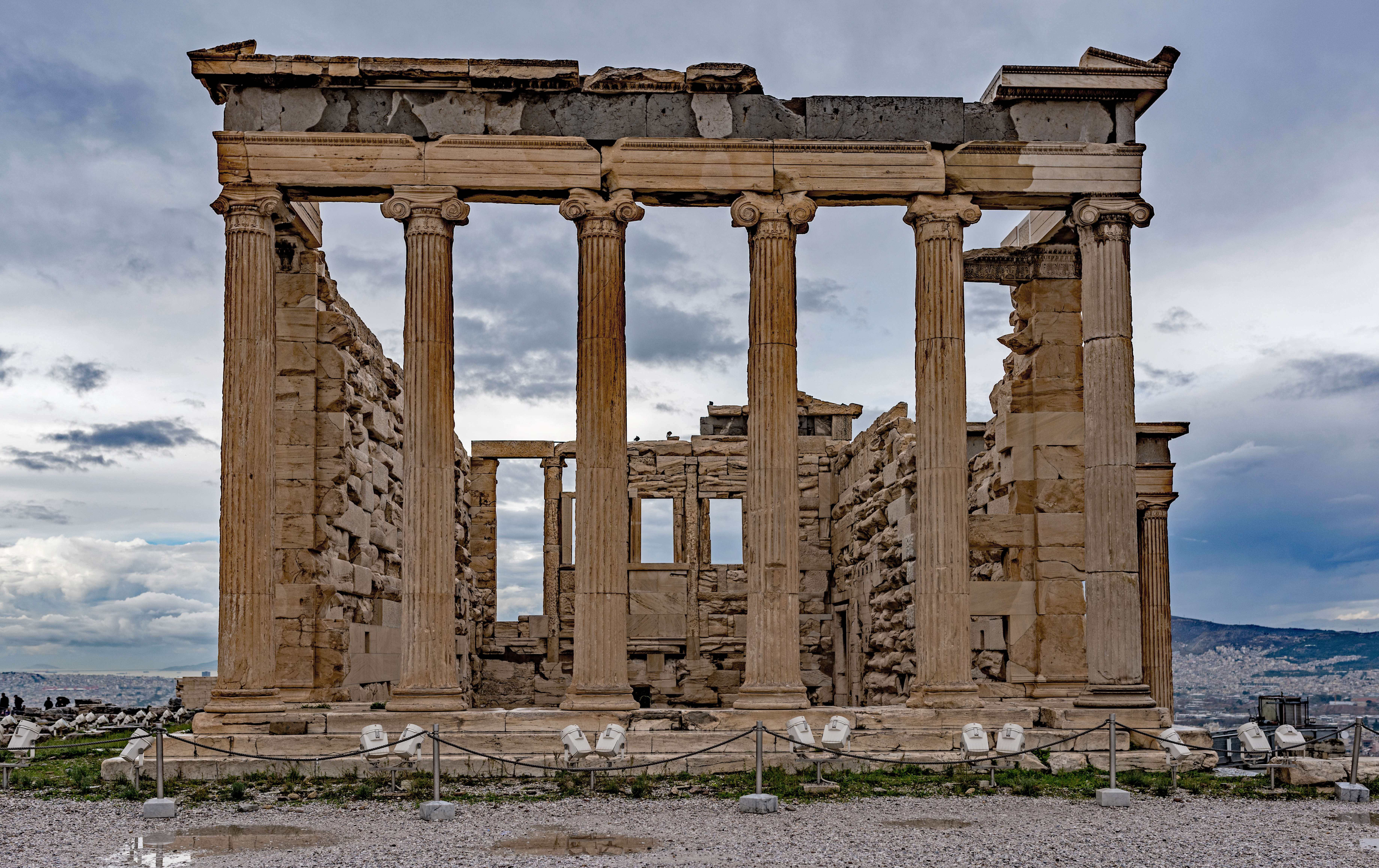
Erechtheion 2017.
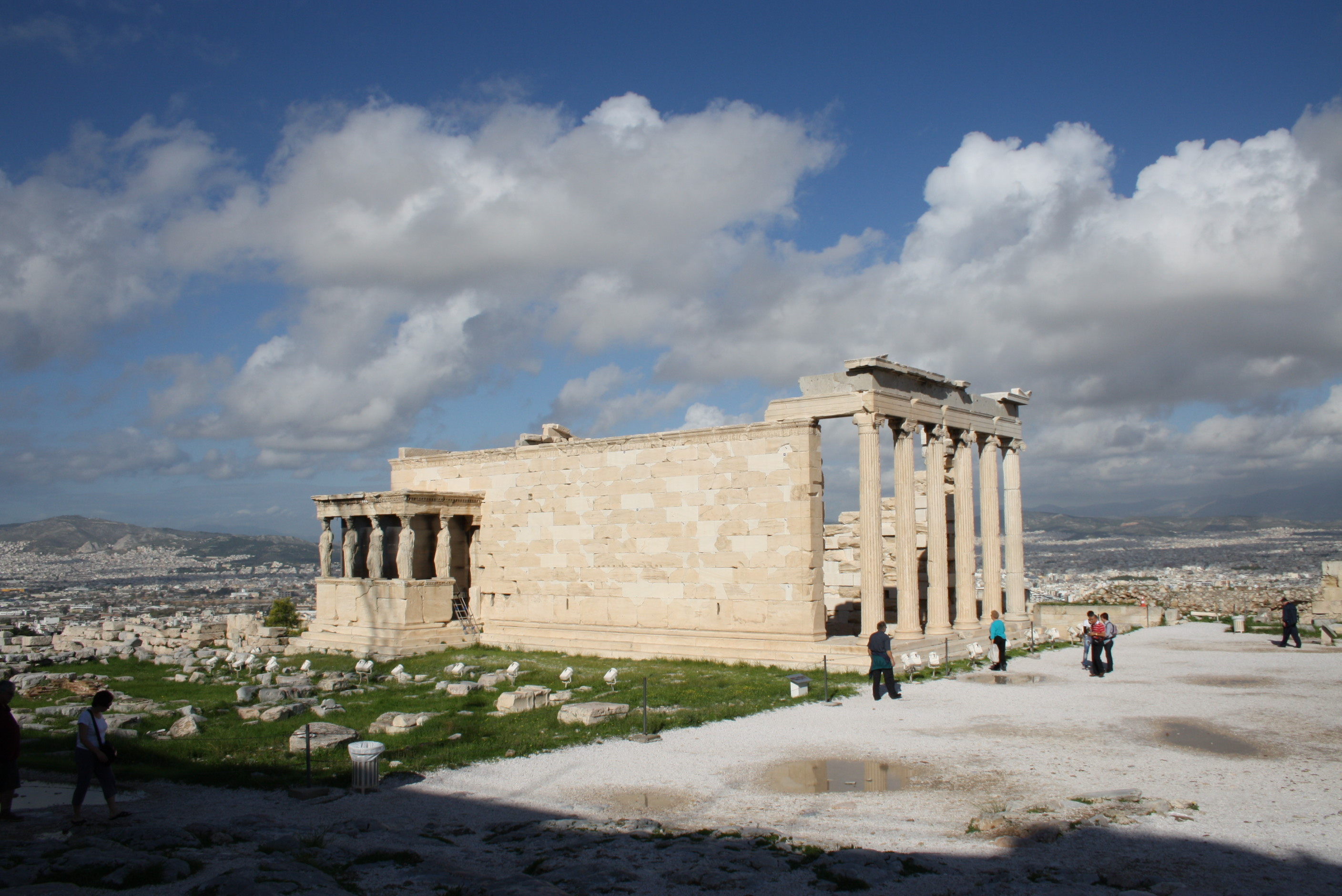
Erechtheions södra sida 2009.
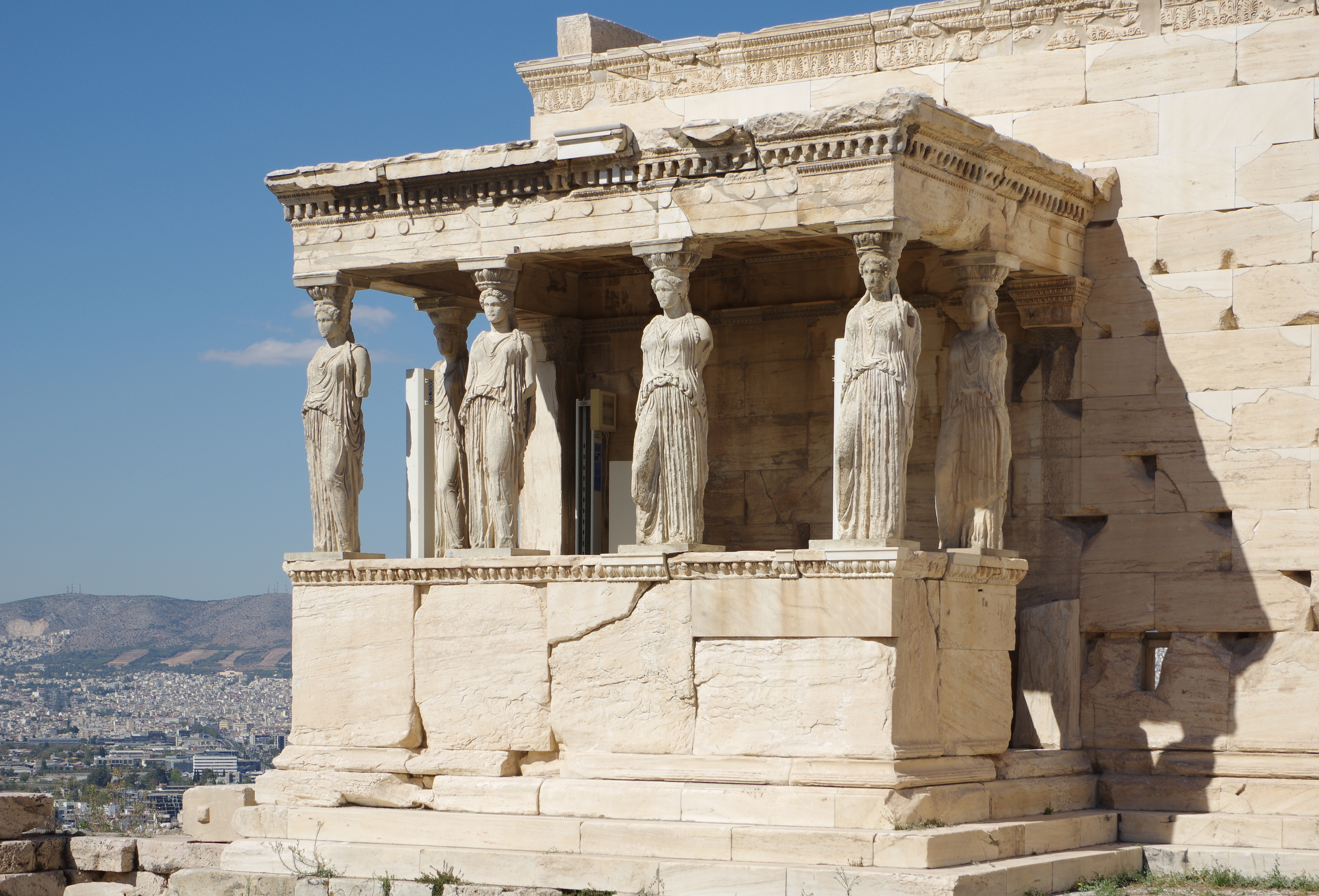
Karyatiderna på Erechtheion.